# Herb powiatu kozienickiego
Herb powiatu kozienickiego – jeden z symboli powiatu kozienickiego, autorstwa Włodzimierza Chorązkiego, ustanowiony 5 czerwca 2002.

## Wygląd i symbolika
Herb przedstawia na tarczy w polu błękitnym złotą głowę jelenia, ponad nią złotą koronę królewską Zygmunta Starego, a w dolnej części tarczy siedem złotych, sześcioramiennych gwiazd. Głowa jelenia symbolizuje Puszczę Kozienicką oraz nawiązuje do herbu Kozienic, natomiast siedem gwiazd symbolizuje siedem gmin powiatu.